# Rochdale (Osasco)
O bairro Rochdalle localiza-se na cidade de Osasco, Região Metropolitana de São Paulo  no estado de São Paulo, no Brasil. Osasco é cortada ao meio pelo rio Tietê e  separa o município em dois “hemisférios” - norte e sul. Bem colado ao rio, no hemisfério norte, localiza-se o bairro do Rochdale. Trata-se de um bairro que  pode ser considerado um ótimo exemplo de regiões que necessitam passar pelo processo de regularização fundiária em razão do processo de expansão urbana através de  loteamentos privados irregulares e clandestinos, o que acentuou-se à partir da década de 1970 à ausência de atuação do poder público e posteriormente  com as Favelas na cidade de São Paulo 
Trata-se de um dos bairros mais antigos da zona norte de Osasco, seguidos pelos bairros da Vl. São José, Mutinga e Piratininga que surgiram  no início do Sec. XX à partir das construções da estrada de trem e pelas obras da São Paulo Tramway, Light and Power Company   conhecida como Light São Paulo, extinta pela sucessora Eletropaulo  , posteriormente denominada Brascan e atualmente subsidiária da Brookfield Asset Management ,  para trazer energia hidrelétrica e iluminação urbana para a cidade de São Paulo. 
A expansão urbana caracterizou-se por três dinâmicas distintas: (i) em razão das instalações industriais a partir dos anos 1920, amparado na ocupação e loteamentos privados irregulares e clandestinos (ii) por meio da ampliação do assentamento periférico acompanhado do adensamento destas áreas e (iii) a concessão de “anistias” e “perdões públicos” para a continuidade da ocupação, mesmo em áreas carentes de infraestrutura, as quais passaram a serem instaladas lenta e gradualmente  .
Essas áreas frequentemente carecem de infraestrutura básica, como saneamento, água potável e acesso a serviços públicos, enfrentando desafios relacionados à infraestrutura e serviços públicos, como por exemplo, as enchentes, acessibilidade e mobilidade urbana   .

## Antecedentes
A estrada de Ferro e Osasco como parte do seu caminho para evolução da região noroeste de São Paulo:
A introdução de ferrovias  em 1875  foi fundamental para o desenvolvimento da porção oeste  da região metropolitana de São Paulo. A estação de ferro sorocabana junto às demais, transformaram-se em pontos para onde as pessoas e os produtos  das áreas próximas convergiam  e assim o desenvolvimento econômico social  acontecia, impulsionado pelas atividades voltadas à servir às pessoas, dando origem à várias cidades .
O desenvolvimento de Osasco foi fortemente beneficiado pela sua estação ferroviária (inaugurada em 1895), trazendo desenvolvimento do comércio à partir da instalação de diversas indústrias:
1. em 1875 instalou-se as indústrias de cerâmica em razão da disponibilidade de matéria-prima,
2. em 1892  a indústria de cartonagem
3. em 1895 a  fábrica de tecidos "Sociedade de Importação e Exportação Eurico Dell'Áqua"
4. em 1912 instalação da indústria de Cerâmica Hervy
5. em 1914 instalação do Frigorífico Continental
6. em 1915 o Frigorífico Wilson beneficiado pela estrada de ferro por onde chegava o gado de corte e, nesta mesma época também instalou-se a fábrica de tecido Beltramo
7. em 1922 lançada a pedra fundamental para instalação do 4º Regimento da Infantaria do Exercito no bairro de Quitaúna
8. em 1920 houve a instalação de duas fábrica de fósforos
9. em 1923 instalação do Cotonifício Beltramo S/A
10. em 1929 a Cia Sorocabana de Material Ferroviário - SOMA
11. em 1930  instalou-se a indústria de Fósforo Granada
12. em 1934 instalou-se o Frigorífico Wilson  do Brasil (que incorporou o frigorífico Continental)
13. em 1937 a Eternit do Brasil Cimento e Amianto S/A
14. em 1944 a Cobrasma (material ferroviário)
15. em 1945  a instalação da Indústria Elétrica Asea Brown Boveri S/A
16. em 1946 instalação da Cia. Industrial e Mercantil de Artefatos de Ferro - CIMAF
17. em 1950 instalação da Fábrica de Fábrica de Tecidos Tatuapé S/A (Santista Têxtil)
18. em 1951 instalação da Adamas do Brasil S/A (fibras e papelões especiais)
19. em 1951 instalação da  Lonaflex S/A - Guarnição para Freios
20. em 1951 instalação da  Hoeschst do Brasil (química)
21. em 1951 instalação da Rilsan Brasileira S/A
22. em 1952 instalação da Benzenex - Cia Brasileira de Inseticidas
23. em 1954 instalação da  Induselet S/A Indústria de Material Elétrico Charleroi
24. em 1954 instalação da Indústria Alves e Reis S/A (fósforos)
25. em 1955 instalação da Osram (lâmpadas)
26. em 1957 instalação da fábrica de cimento Santa Rita,  e também chegou  o quartel militar
27. em 1958 instalação da Masul S/A - Madeiras-Americanas
28. em 1959 instalação da Ford Motor do Brasil S/A
29. em 1959 instalação da Braseixos Rockwell S/A (materiais automobilísticos)
30. em 1960 instalação da White Martins (química)
31. em 1966 instalação da Urubupungá
32. em 1961 instalação da Resisthal - Aços de Alta Resitência
33. em 1961 instalação da Cersa Colas e Resinas S/A
34. em 1995 instalação do Sam's Club  (local onde ficava a fábrica da Eternit)
35. em 1995 instalação do Carrefour Osasco (onde ficava a antiga fábrica da Santista)
36. em 1997 instalação das Indústrias Anhembi S/A (Super Candida, Qboa dentre outros)
37. em 2022 instalação de nova loja do Carrefour Osasco (onde ficava o Supermercado BIG (ex-Wal Mart)

A instalação das indústrias e estrada de ferro formaram polos regionais atraindo pessoas e formando zonas de povoamento ao longo das estações ferroviárias chamados de "povoado-estação". Estes povoados não funcionavam como subúrbios dormitórios , como alguns no futuro, pois na fase inicial, as ferrovias  extra-regionais não mantinham viagens frequentes dos trens de longo percurso e, não serviam de para o transporte de operários de zonas distantes. No caso da ferrovia Sorocabana apenas dois trens diários paravam em todas as estações. Com isso, os "povoado-estação"  eram formados pela população que trabalhava nestas indústrias que, também eram atraídos pelo baixo valor dos terrenos para residências. Nos anos 60,  o setor industrial na cidade respondia por 90% da receita bruta do município de São Paulo, acarretando uma rápida expansão da área ocupada  em direção à sua periferia, que de início não oferecia plena condições de ocupação . 
Osasco foi emancipada em 19/02/1962.
Em 1966, durante a elaboração do Plano Urbanístico de Osasco,  escrevia que:" a ausência do onde ir dentro da cidade para se divertir e conviver, aliada a dificuldade de ligação entre um lado e outro da malha urbana, empurrava o morador de Osasco a ir para São Paulo. Com isso, o morador de Osasco não desenvolvia o importante sentido de pertencer à cidade." Este é um período da história da cidade onde a vida urbana acontecia aos pedaços esparsos e independentes que com o passar os anos viriam a ser bairros da cidade. Para que os bairros independentes e distantes entre si viessem a compor uma mesma malha urbana foram necessárias grandes obras de engenharia, pontes, avenidas e viadutos. Todo este desenvolvimento foi financiado em grande parte pelos impostos pagos nestes 40 anos pelos moradores, somado aos esforços das administrações municipais e cada uma, a seu tempo, deu sua contribuição. O grande mérito do primeiro plano urbanístico da cidade foi mostrar aos administradores da cidade a necessidade de integrar os diversos núcleos populacionais que de forma espaça compunham os 64 km² da cidade. Para tornar esta proposta realidade, foram criadas as avenidas Bussocaba, Maria Campos, Nova Granada e Corinthians Paulista. Essas avenidas são elo de acesso entre as duas grandes áreas da cidade sul e norte. Os setores e os bairros foram interligados pelas avenidas dos Autonomistas, dos Remédios, Jaguaribe, João Ventura dos Santos, Jackson Byngton e deputado Emílio Carlos. Quarenta anos se passaram e hoje a cidade precisa ter as suas diretrizes urbanas repensadas. É preciso repensar a Osasco do século XXI .  Muitos anos se passaram e hoje a cidade precisa ter as suas diretrizes urbanas repensadas. É preciso repensar a Osasco do século XXI .
O município passou por desindustrialização 
À partir da década de 90, observa-se uma nova fase do desenvolvimento  econômico da cidade, com reconfiguração de um polo industrial para comércio/serviços e imobiliário,  com a saída de indústrias pioneiras ligadas a produção de bens para  o consumo, pela chegada  de empresas  como Carrefour,  Wal-Mart   e grandes empreendimentos imobiliários como Ezetec  e Dubai.

A chegada da Energia Elétrica em São Paulo, a influência no desenvolvimento da região e impactos no Bairro:
A década de 1890 marcou o início de um período de concentração e modernização dos serviços públicos no Brasil necessários ao  processo de urbanização. Sendo São Paulo considerado um centro comercial e financeiro da cafeicultura paulista, passou a incorporar as inovações provenientes dos serviços de eletricidade para bondes, iluminação pública e particular além da energia elétrica para fins industriais . Antes, a energia era à gás.
Neste cenário, em  17 de julho  de 1899, por meio do decreto nº 3.349, o Ministro da Indústria Viação e Obras Públicas, Severino Vieira, e o presidente da república  Campos Sales  autorizaram a atuação uma companhia canadense, fundada no mesmo ano em Toronto com capital inglês, através de uma concessão por vinte anos para o fornecimento de iluminação pública elétrica, onde foi concorrente a empresa inglesa The São Paulo Gás Co Ltd (que virou Comgás, passou para CESP, depois para o BG Group e  Shell, por último foi adquirida pela Cosan)  que mantinha, naquela época, o monopólio da iluminação pública a gás. Também obteve neste momento a autorização para a construção de uma usina hidrelétrica, a ser instalada na "Cachoeira do Inferno", no rio Tietê em Santana de Parnaíba, cujo nome indígena que significa "rio difícil de navegar", com direito a realizar as desapropriações necessárias. Em seguida, ampliando ainda mais seu campo de atuação por meio de fusões e disputas, a companhia obteve autorização para instalar e operar linhas de bondes elétricos tornando-se a São Paulo Tramway, Light and Power Company, popularmente conhecida como apenas Light .
De 1899 a 1901, a São Paulo Tramway, Light and Power Company, construiu a usina hidrelétrica de Parnahyba (UHE) , em Santana do Parnaíba, a primeira hidrelétrica a abastecer a cidade de São Paulo, época carente de tecnologia e de grandes desafios para construção . Por se tratar de um local de difícil acesso, a 33 Km de distância de São Paulo, a companhia canadense precisou criar uma rede de estradas e contava com o apoio da malha ferroviária para transportar os insumos e equipamentos que, em sua maioria, eram importados dos Estados Unidos e chegavam ao Porto de Santos. Da capital, o material era levado até a estação de trem de Barueri e dali seguia por mais 13 Km em carro de boi até a obra, num terreno íngreme, às margens do rio Tietê. 
Desde 1890 existiam estudos para retificação do leito do rio, por ter seu traçado extremamente sinuoso e meandros divagantes, visando melhorar a navegação e a produção de energia . Em dezembro de 1938, as obras começaram a ser realizadas para  a circulação viária, ferroviária, navegação e lazer −, na destinação de suas margens de um lado para as estradas de ferro e de outro para as residências e passeios e ainda para áreas industriais, na canalização dos rios Pinheiros e Tamanduateí e terminaram na década de 1960, quando as margens do rio receberam as avenidas marginais . Estas obras e alterações no leito do rio tornou o hemisfério norte  de Osasco uma ilha. 
Em meados de 1940, o Sr. Manuel Rodrigues comprou de Antônio Agu, nos primórdios do então bairro de Osasco, um conjunto de terras que chamou de  "Ilha de São João" que, posteriormente, ficou conhecida como "Castanhal" devido à grande plantação de mudas  de castanheiras trazidas de sua terra natal.  

A Origem das Enchentes no Rochdale:

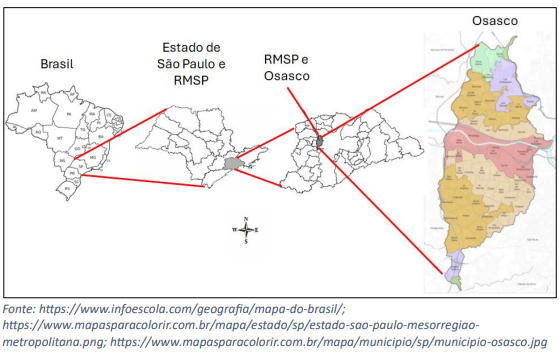
Silveira, Gabriel Basili Romero (2024). «O impacto das enchentes no bairro Rochdale (Osasco - SP)». TCC - Unifesp/EPPEN. I. Trabalho de conclusão de curso (Ciências Econômicas) - Unifesp. Consultado em 28 de maio de 2025

A questão urbana do Brasil  está ligada à especificidade  do desenvolvimento capitalista  a nível nacional por um lado e internacional por outro e, a RMSP (Região metropolitana de São Paulo) é um produto resultado destas interações  destes agentes. A dinâmica  econômica  da sub-região oeste  está associada  á intensas atividades industriais  e de serviços encontradas,  principalmente,  nos municípios de Barueri e Osasco .

Para entender a formação social das enchentes no bairro do Rochdale é necessário primeiro compreender como foi a consolidação da porção oeste da RMSP e a ocupação de alguns bairros da cidade de Osasco  marcada por um crescimento acelerado e desordenado, resultado da migração de pessoas em busca de melhores condições de vida e oportunidades de trabalho  . 
Na década de 40, a região de São Paulo já concentrava grande parte das indústrias no estado e, na década de 60, por conta de atuação do governo federal, as outras cidades da região também passaram por um processo acentuado de industrialização, transformando a RMSP na região com maior crescimento da área urbana e populacional da época em função de atender a demanda industrial além de ser o período com o maior achatamento salarial do trabalhador

## Toponímia
O bairro do Rochdale nasceu com o nome de Cooperativa Rochdale de Osasco, em homenagem ao movimento cooperativista inglês, que se iniciou na cidade homônima inglesa na metade do século XIX
Conforme declarações do advogado Fernando Marrey, em entrevista realizada em 1988 à equipe do Museu Municipal de Osasco, um  um grupo de empresários (em sua maioria ,diretores de bancos e comissários do café), liderados por ele, adquiriram o sítio dos herdeiros do Sr. Manuel Rodrigues, Augusto e Virgínia Aurora Rodrigues,   aproximadamente 1.250 quilômetros quadrados, com a intenção de instalar  uma cooperativa, nos moldes ingleses.  
Em 25 de maio de 1951  o Dr Fernando Marrey, Luiz L. Reid e a diretoria do Banco América assinam um contrato criando a incorporadora Companhia Construtora Osasco, constituída com a finalidade de lotear os terrenos. 
O cooperativismo rochdalense era um movimento habitacional, que tinha como objetivo principal ajudar seus membros a resolver seus problemas de moradia através do financiamento para construção ou aquisição de casa própria.